# Paul Cabannes
 (juin 2025).
La mise en forme du texte ne suit pas les recommandations de Wikipédia : il faut le « wikifier ».
Les points d'amélioration suivants sont les cas les plus fréquents. Le détail des points à revoir est peut-être précisé sur la page de discussion.
- Les titres sont pré-formatés par le logiciel. Ils ne sont ni en capitales, ni en gras.
- Le texte ne doit pas être écrit en capitales (les noms de famille non plus), ni en gras, ni en italique, ni en « petit »…
- Le gras n'est utilisé que pour surligner le titre de l'article dans l'introduction, une seule fois.
- L'italique est rarement utilisé : mots en langue étrangère, titres d'œuvres, noms de bateaux, etc.
- Les citations ne sont pas en italique mais en corps de texte normal. Elles sont entourées par des guillemets français : « et ».
- Les listes à puces sont à éviter, des paragraphes rédigés étant largement préférés. Les tableaux sont à réserver à la présentation de données structurées (résultats, etc.).
- Les appels de note de bas de page (petits chiffres en exposant, introduits par l'outil «  Source ») sont à placer entre la fin de phrase et le point final[comme ça].
- Les liens internes (vers d'autres articles de Wikipédia) sont à choisir avec parcimonie. Créez des liens vers des articles approfondissant le sujet. Les termes génériques sans rapport avec le sujet sont à éviter, ainsi que les répétitions de liens vers un même terme.
- Les liens externes sont à placer uniquement dans une section « Liens externes », à la fin de l'article. Ces liens sont à choisir avec parcimonie suivant les règles définies. Si un lien sert de source à l'article, son insertion dans le texte est à faire par les notes de bas de page.
- La présentation des références doit suivre les conventions bibliographiques. Il est recommandé d'utiliser les modèles {{Ouvrage}}, {{Chapitre}}, {{Article}}, {{Lien web}} et/ou {{Bibliographie}}. Le mode d'édition visuel peut mettre en forme automatiquement les références.
- Insérer une infobox (cadre d'informations à droite) n'est pas obligatoire pour parachever la mise en page.

Pour une aide détaillée, merci de consulter Aide:Wikification.
Si vous pensez que ces points ont été résolus, vous pouvez retirer ce bandeau et améliorer la mise en forme d'un autre article.
Pour les articles homonymes, voir Cabannes.

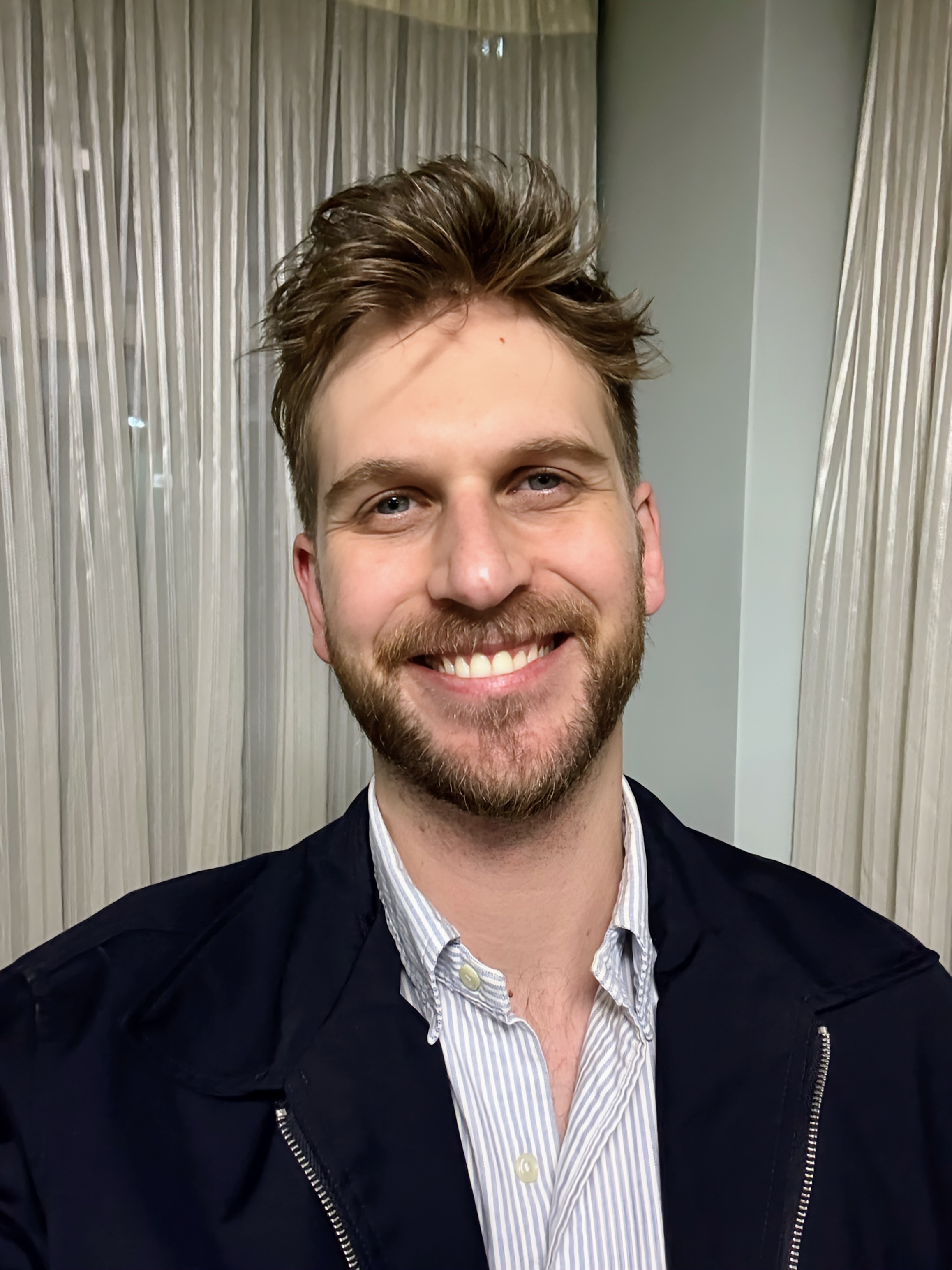
Paul Cabannes en 2025, à Sao Paulo

Aimé Paul Henri Cabannes, plus connu sous le nom de Paul Cabannes (Paris, 26 mars 1990), est un humoriste français vivant au Brésil depuis 2015. Il présente des spectacles de stand-up axés sur le comportement culturel et social des Brésiliens du point de vue d'un étranger,.

## Biographie et carrière

### Jeunesse en France
Avant de déménager au Brésil et de devenir humoriste, Paul enchaîne plusieurs petits boulots à Paris, notamment: surveillant de collège, animateur socio-culturel, masseur de rue, assistant administratif et présentateur météo à la radio,.
Après son mariage en 2012 avec Luciane Teixeira da Silva, une ressortissante brésilienne vivant en France, et après la naissance de leurs deux filles, Paul s'installe au Brésil en 2015 avec sa famille.

### 2015 - Déménagement au Brésil
Au Brésil, après avoir envisagé d'ouvrir un salon de beauté, il commence à enseigner le français en tant que professeur particulier et crée une chaîne YouTube. En 2018, il  commence à se produire dans des spectacles amateurs de style « open mic » (micro ouvert) dans des bars de São Paulo.
En 2020, avec l'explosion du format de vidéos courtes sur Internet, Paul grandit très rapidement sur les réseaux sociaux et gagne 500 000 abonnés en quelques mois. Cette phase constitue le tournant de sa carrière. Dès lors, certaines vidéos attirent l'attention de l'agent d'artistes Felipe Simas, manager de carrière de grands talents du show-business brésilien, comme qu'Anavitória et Manu Gavassi. Felipe l'invite à rejoindre le casting d'artistes de son agence et lui propose de faire une tournée d'un one man show à travers le Brésil. L'invitation acceptée, Paul écrit son premier spectacle complet, intitulé « Parisileiro ». Les représentations commencent en 2022 et l'humoriste fera salle comble dans tout le pays,,.
En conséquence de la reconnaissance publique, Paul est invité à donner des interviews dans plusieurs émissions de télévision nationales telles que The Noite com Danilo Gentili en 2022, Faustão na Band, ainsi que des podcasts de grande envergure, tels que Achismos com Mauricio Meirelles, Inteligência LTDA et Flow.
En juin 2023, après un an de succès au Teatro Eva Herz de São Paulo, Paul fait une représentation spéciale sur le trottoir  de la galerie Conjunto Nacional, dans un acte de résistance à l'annonce de la fermeture de la Livraria Cultura, l'espace qui abritait le théâtre,,.
Début 2024, il lance son deuxième spectacle, Alma de Brasileiro, un portrait de la culture brésilienne avec l'expérience de quelqu'un qui est dans le pays depuis près d'une décennie. Il entame une tournée de deux ans à travers le pays, ainsi qu'au Canada, en France, au Portugal, en Irlande et en Angleterre.
Le 28 mars 2024, il reçoit une invitation de la République fédérative du Brésil pour participer au déjeuner présidentiel entre les présidents Lula et Emmanuel Macron, puis un an plus tard au dîner entre les deux mêmes présidents, au Palais de l'Elysée,,.
En novembre de la même année, il rencontre à nouveau le président français et enregistre une vidéo avec lui, alors que ce dernier se trouve à Rio de Janeiro pour participer au G20. La vidéo est publiée sur les réseaux sociaux de l'humoriste.
En mars 2025, Paul Cabannes remporte le prix iBest du meilleur humoriste de stand-up au Brésil par vote populaire, devant Bruna Louise et Afonso Padilha.
En avril 2025, il publie son premier livre avec la maison d'édition Mojo. Un Français au Brésil (um francês no Brasil, en portugais) est une bande dessinée compilant ses meilleures blagues, qu'il a lui-même dessinées. Il a indiqué avoir suivi des cours de dessin pour pouvoir réaliser ce projet.

## Vie privée
Le samedi 5 octobre 2025, au retour d'un spectacle dans la ville de Jundiaí, la voiture de Paul Cabannes est percutée par un automobiliste et fait un tonneau sur l'autoroute. Selon les agents de sécurité de l'autoroute, les quatre occupants de la voiture -Paul, sa fille de 12 ans à l'époque, l'amie de sa fille et le chauffeur- ne survivent que par grande chance. L'accident est largement relayé par la presse nationale brésilienne,,.